# スタディオ・アルフレド・ヴィヴィアーニ
スタディオ・アルフレド・ヴィヴィアーニ（Stadio Comunale Alfredo Viviani）は、イタリア、バジリカータ州、ポテンツァ県ポテンツァにある多目的スタジアム。現在は、主にサッカー (フットボール)の試合で使用されておりポテンツァ・カルチョのホームスタジアムとなっている。収容人数5,500。